# Eta Draconis
Eta Draconis (Aldibain, Booboo, 14 Draconis) é uma estrela na direção da constelação de Draco. Possui uma ascensão reta de 16h 23m 59.51s e uma declinação de +61° 30′ 50.7″. Sua magnitude aparente é igual a 2.73. Considerando sua distância de 88 anos-luz em relação à Terra, sua magnitude absoluta é igual a 0.58. Pertence à classe espectral G8III.